# Nils Pedersen Vigeland
Nils Pedersen Vigeland, född 23 december 1900, död 10 oktober 1973, var en norsk författare av sakprosa som bidrog till historiken runt Lindesnes kommun i Vest-Agder fylke i Norge. Han var son till lanthandlaren Peder och Mathea Nilsen Vigeland.
En porträttbyst i brons av Nils Pedersen Vigeland utfördes 1974 av hans släkting, skulptören Arne N. Vigeland, och skänktes 1976 av Olav Njerve till Lindesnes kommun. Lindesnes är en halvö i södra Norge. Neset, halvöns södra udde, är den sydligaste platsen på Norges fastland och en av Norges ytterpunkter. Vest-Agder fylke i Norge ligger på halvön Lindesnes, som är Norges sydligaste punkt. Den administrativa huvudorten är Vigeland.
Från orten Vigeland stammar konstnärssläkten Vigeland, vars mest kända medlemmar är skulptören Gustav Vigeland (född Thorsen) och skulptören Emanuel Vigeland. Gustav Vigeland är mest känd för skulpturparken Vigelandsanlegget i Frognerparken i Oslo. Även Emanuel Vigelands dotter, Maria Vigeland, var verksam som skulptör. Skulptören Arne N. Vigeland var kusinson till Gustav Vigeland.